# Katastralgemeinde Metnitz Land
Die Katastralgemeinde Metnitz Land (ursprünglich: Metnitzthal) ist eine von vier Katastralgemeinden der Marktgemeinde Metnitz im Bezirk Sankt Veit an der Glan in Kärnten. Sie hat eine Fläche von 14.582,91 ha.
Die Katastralgemeinde gehört zum Sprengel des Vermessungsamtes Klagenfurt.

## Lage
Die Katastralgemeinde liegt im äußersten Nordwesten des politischen Bezirks Sankt Veit an der Glan, im oberen Metnitztal. Sie bildet den Nordteil der Gemeinde Metnitz und umfasst mit Ausnahme der flächenmäßig kleinen Katastralgemeinde Metnitz Markt um den Hauptort der Gemeinde das gesamte Gemeindegebiet linksseitig (bzw. nördlich) des Metnitzbachs. Die Katastralgemeinde erstreckt sich über eine Höhenlage von 722 Metern am Metnitzbach bis zu 2120 Metern auf dem Kamm der Metnitzer Berge an der Grenze zur Steiermark.

## Ortschaften
Jeweils zur Gänze auf dem Gebiet der Katastralgemeinde Metnitz Land befinden sich die Ortschaften Auen, Felfernigthal, Klachl, Laßnitz, Oberalpe, Oberhof Sonnseite, Preining, Schwarzenbach, Teichl, Unteralpe, Wöbring und Zanitzberg.
Nur teilweise auf dem Gebiet der Katastralgemeinde Metnitz Land befinden sich die Ortschaften Zwatzhof (teils in der Katastralgemeinde Grades) und Marienheim (großteils in der Katastralgemeinde Feistritz).
Zeitweise wurde auch die Ortschaft Untere Klachl (Streusiedlung in der Katastralgemeinde Metnitz Land; 1961: 3 Häuser, 20 Einwohner) geführt, die mittlerweile aufgelöst wurde.

## Vermessungsamt-Sprengel
Die Katastralgemeinde gehört seit 1. Jänner 1998 zum Sprengel des Vermessungsamtes Klagenfurt. Davor war sie Teil des Sprengels des Vermessungsamtes St. Veit an der Glan.

## Geschichte
Ende des 18. Jahrhunderts wurden die Kärntner Steuergemeinden (später: Katastralgemeinden) gebildet und Steuerbezirken zugeordnet. Die Steuergemeinde Metnitzthal wurde Teil des Steuerbezirks Grades.
Im Zuge der Reformen nach der Revolution 1848/49 wurden die Steuerbezirke aufgelöst und die Möglichkeit geschaffen, dass sich mehrere Katastralgemeinden zu einer Ortsgemeinde zusammenschließen konnten. So entstand aus dem Zusammenschluss der Katastralgemeinden Markt Metnitz und Metnitzthal (bzw. Landgemeinde Metnitz, bald Metnitz Land) die neue Ortsgemeinde Metnitz. Die Größe der Katastralgemeinde Metnitz Land wurde 1854 mit 26.083 Österreichischen Joch und 11 Klaftern (ca. 15.008 ha) angegeben. 1854 hatte die Katastralgemeinde 1610 Einwohner, 1865 waren es 1808.
Die Katastralgemeinde Metnitz Land gehörte ab 1850 zum politischen Bezirk Sankt Veit an der Glan und zum Gerichtsbezirk Friesach. 1854 bis 1868 gehörte sie zum gemischten Bezirk Friesach. 1868 kam sie zum politischen Bezirk Sankt Veit an der Glan, zu dem sie bis heute gehört. Was die Gerichtsbarkeit betrifft, kam sie 1868 zum Gerichtsbezirk Friesach; seit dessen Auflösung 1978 gehört sie zum Gerichtsbezirk Sankt Veit an der Glan.
1966 kamen im Zuge eines Gebietstauschs zwischen den Gemeinden Metnitz und Grades Grundstücke im Ausmaß von etwa 9 ha von der Katastralgemeinde Metnitz Land an die Katastralgemeinde Feistritz (Gemeinde Metnitz). 1991 wurde die Fläche der Katastralgemeinde mit 14.578,25 ha angegeben.
1973 kam es zum Zusammenschluss der Gemeinden Grades und Metnitz zur heutigen Marktgemeinde Metnitz. Gleichzeitig trat die Gemeinde Metnitz von der Katastralgemeinde Metnitz Land den Bereich Flattnitz an die damals neu gegründete Großgemeinde Weitensfeld-Flattnitz ab; jenes Gebiet gehört mittlerweile durch die Aufteilung der Gemeinde Weitensfeld-Flattnitz zur Gemeinde Glödnitz.

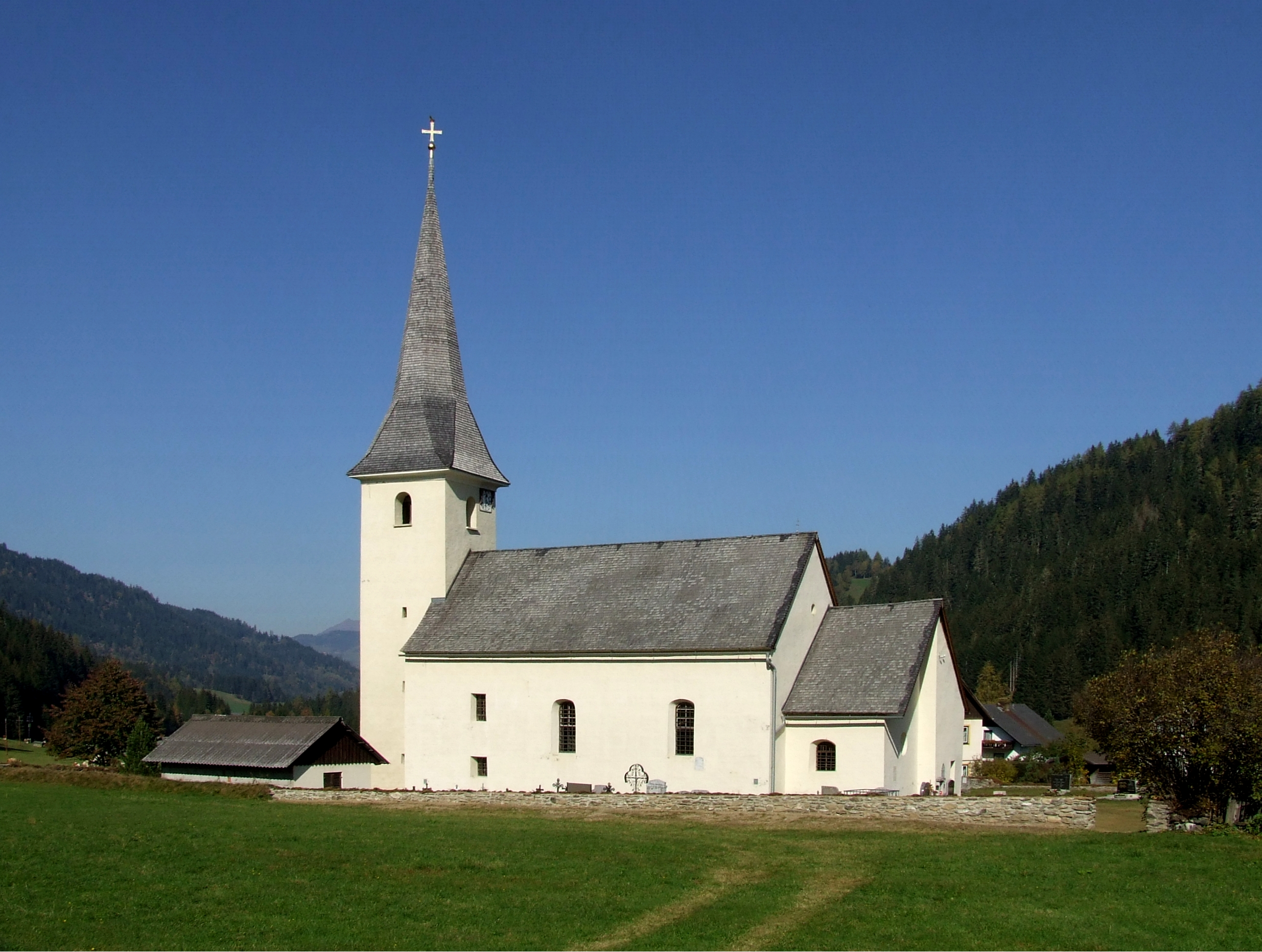
Pfarrkirche Kärntnerisch Laßnitz
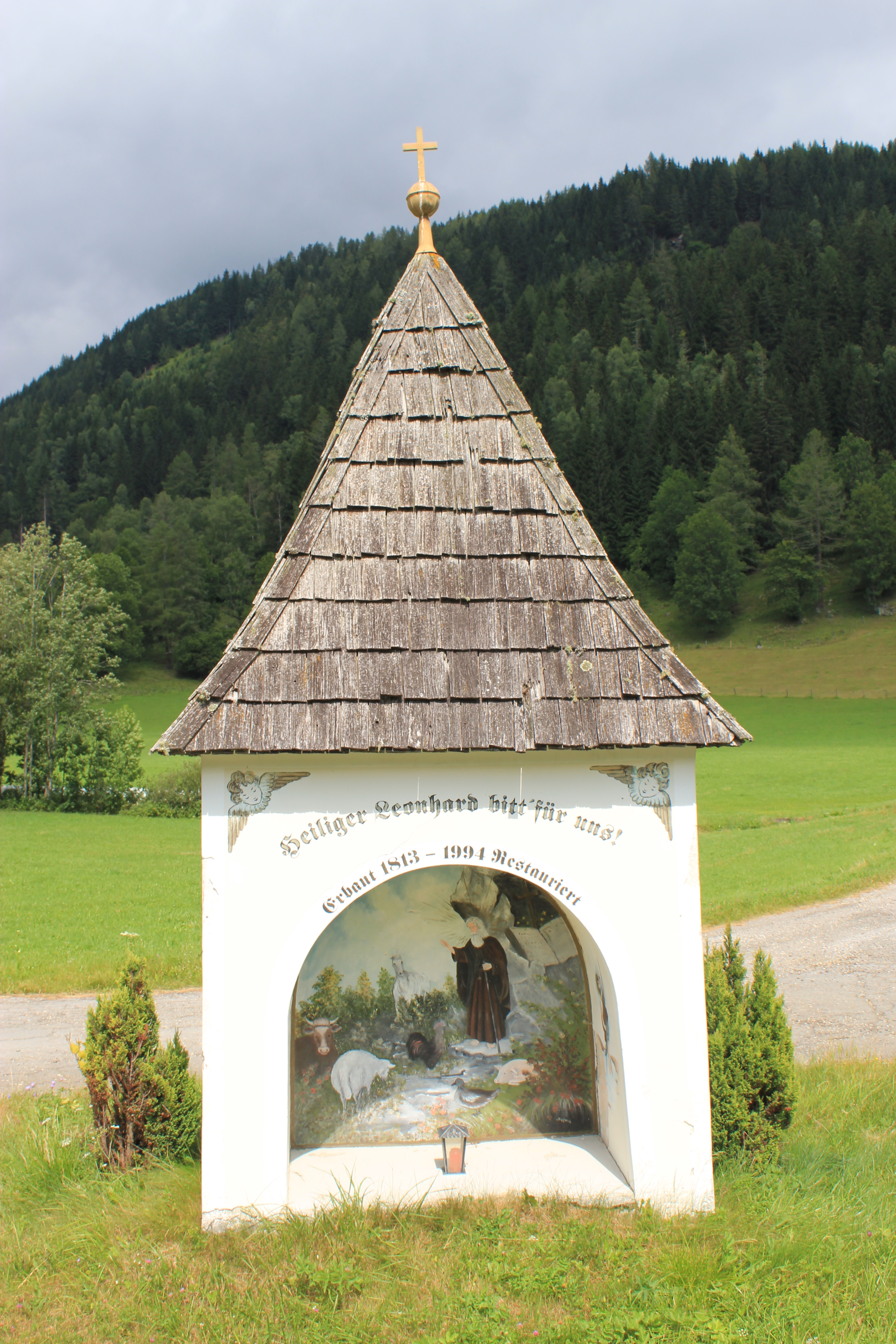
Feltrinellikreuz, Oberhof Sonnseite
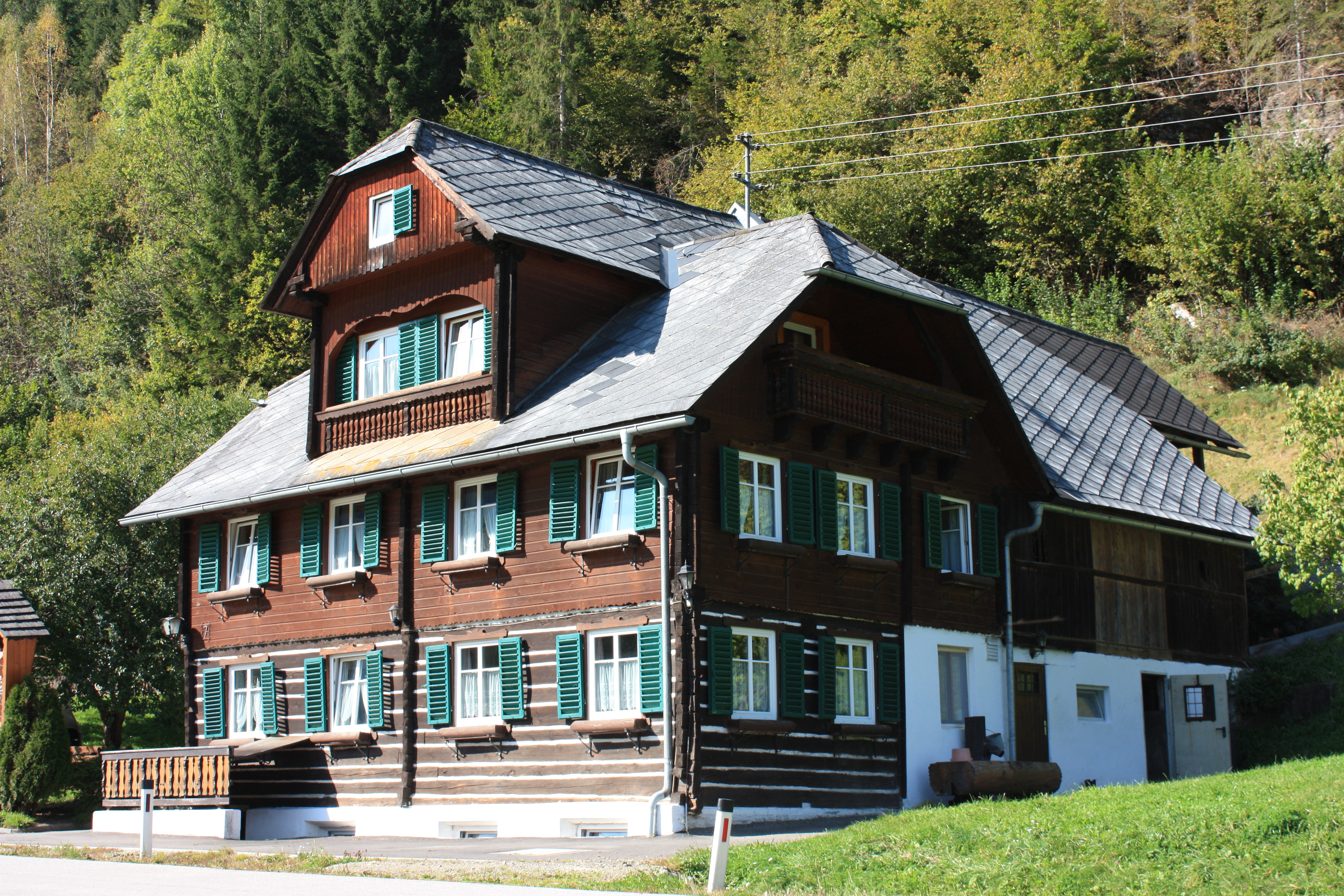
Haus in Unteralpe